# Valåssjön
Valåssjön är en sjö i Ljusdals kommun i Hälsingland och ingår i Ljusnans huvudavrinningsområde. Sjön har en area på 0,974 kvadratkilometer och ligger 190 meter över havet. Sjön avvattnas av vattendraget Sörbyån.

## Delavrinningsområde
Valåssjön ingår i det delavrinningsområde (683121-152071) som SMHI kallar för Utloppet av Valåssjön. Medelhöjden är 248 meter över havet och ytan är 16,14 kvadratkilometer. Räknas de 3 avrinningsområdena uppströms in blir den ackumulerade arean 27,58 kvadratkilometer. Sörbyån som avvattnar avrinningsområdet har biflödesordning 2, vilket innebär att vattnet flödar genom totalt 2 vattendrag innan det når havet efter 99 kilometer. Avrinningsområdet består mestadels av skog (72 procent). Avrinningsområdet har 0,97 kvadratkilometer vattenytor vilket ger det en sjöprocent på 6 procent.